# Bruno Schulz
Bruno Schulz (Drogòbitx, Ucraïna, 12 de juliol de 1892 – 19 de novembre de 1942) fou un escriptor, artista gràfic, pintor, dibuixant i crític literari polonès d'origen jueu, reconegut com un dels majors estilistes de la prosa polonesa del segle xx.

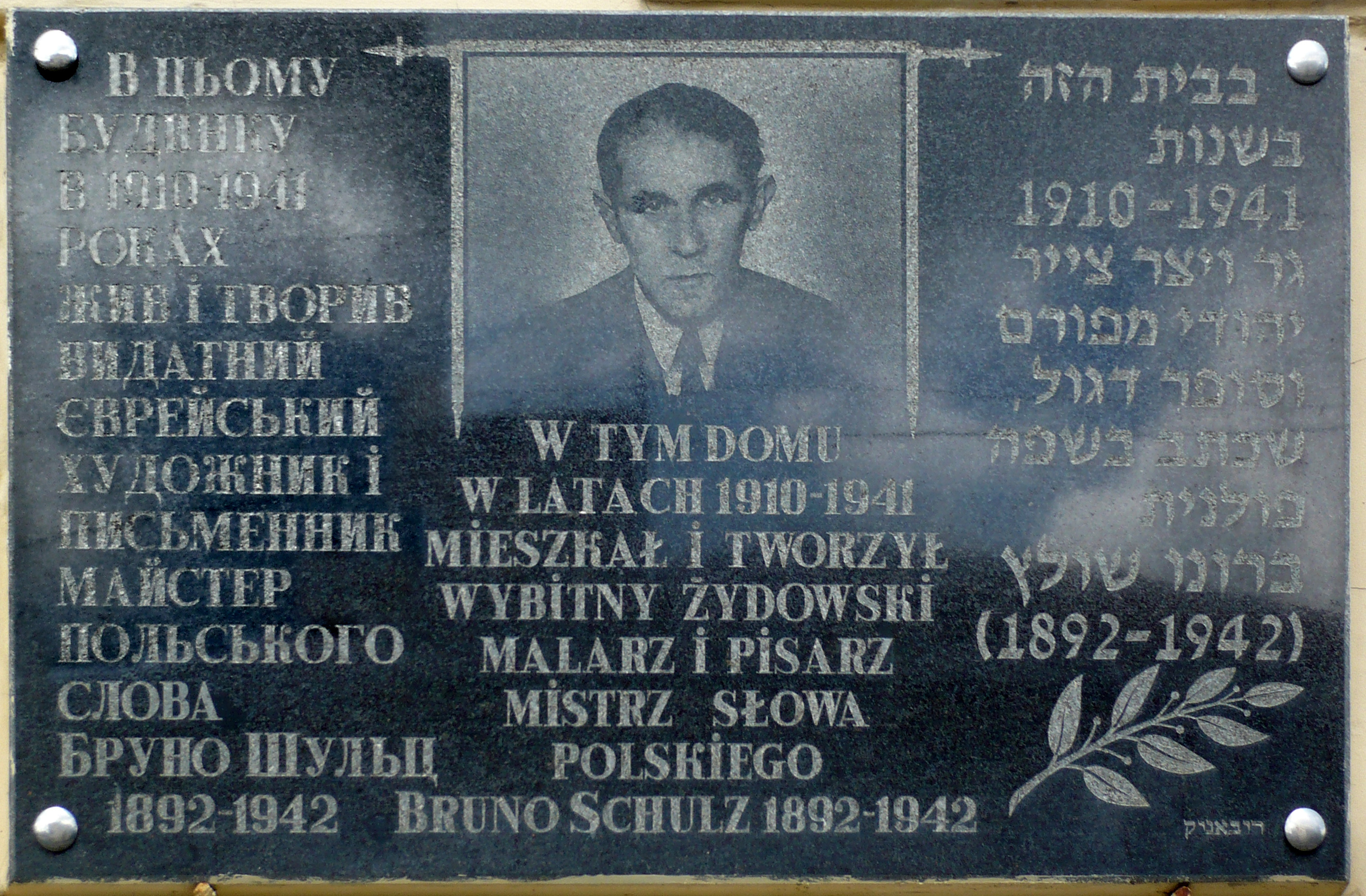
Placa commemorativa a la casa Drohobycz Ghetto de Bruno Schulz amb text en ucraïnès, polonès i hebreu

## Biografia
Schulz va néixer a Drogòbitx, prop de Lviv (la capital de Galítsia sota l'Imperi Austrohongarès), en una família de jueus assimilats. Va ser l'últim dels fills de Jakub Schulz, propietari d'una botiga tèxtil, i d'Henrietta Kuhmärker, filla d'una família de majoristes dedicats a la venda de fusta i propietaris d'una serradora de Drogòbitx. Els pares de Schulz no van conrear tradicions jueves i a casa parlaven només en polonès.
L'any 1910 supera l'examen de batxillerat i és qualificat amb un excel·lent. El seu diploma de batxiller porta l'anotació: «Capacitat per als estudis universitaris». Aconsellat pels seus familiars, Schulz no es matricula a la facultat de Belles Arts sinó en la d'arquitectura de l'Institut Politècnic de Lviv. A conseqüència de la malaltia del seu pare, la família ven la casa i el negoci i es traslladen a l'habitatge de la seva filla (casada) Hanna Hoffman, al carrer Bednarska.
Schulz, un cop finalitzat el primer any, i després d'examinar-se, interromp els seus estudis universitaris a causa d'una malaltia del cor i els pulmons; a l'estiu torna a casa i més tard ingressa com a convalescent en un sanatori de Truskawiec.
El 1913 Schulz torna a Lviv i reprèn els seus estudis; l'any següent supera l'examen oficial d'una assignatura a la universitat. Els seus estudis es veuen interromputs per l'esclat de la primera guerra mundial. Torna a casa i, acompanyat dels seus familiars, marxa a Viena, on participa en els cursos d'arquitectura de l'Institut Politècnic Vienès i freqüenta l'Acadèmia de Belles Arts. Després d'uns mesos tota la família torna a Drogòbitx. El 23 juny de 1915 morí als 69 anys Jakub Schulz.
Schulz entra en contacte amb el grup Kalleia, format per joves apassionats de l'art, procedents de la intel·liguèntsia jueva de Drogòbitx. En els anys posteriors la seva formació literària i artística és autodidacta. Comença a preparar els gravats per al cicle Xięga bałwochwalcza. Després de diversos intents, Schulz comença a donar classes de dibuix a l'institut Władysław Jagiełło, amb ocupació estable. Coneix Witkacy quan ve a Drogòbitx per fer-li un retrat fantàstic.
Entre 1926 i 1931 participa en diverses exposicions de dibuixos, gravats i pintures a l'oli (Truskavets, Lviv, Cracòvia).
Viatja a Varsòvia, i per mediació dels seus amics coneix Zofia Nałkowska, que després de llegir els seus escrits es converteix en gran protectora de la seva obra. El desembre publica el seu primer relat titulat «Els ocells» a Wiadomości Literackie; al mateix temps l'editorial Roj publica Les botigues de color canyella (títol original, 'Sklepy Cynamonowe).
La seva obra Les botigues de color canyella és molt ben acollida per Nałkowska, Witkacy, Berent, Miriam, Przasnycki, Staff, Tuwim i Wittlin. Manté contactes amb Witkacy, s'inicia amb Gombrowicz i Wittlin. Es publiquen a les revistes literàries els seus relats: «Kamena», «Sygnały» i «Wiadomości Literackie».
El 1935 mor a Lviv Izydor Schulz, germà gran de Bruno. Des de llavors, Bruno s'ha de fer càrrec de tota la família. Amb la seva xicota Józefina Szelińska es dediquen a traduir junts El procés de Franz Kafka.
A la revista Pion es publica l'assaig de Witkacy titulat «Twórczość literacka Brunona Schulza» ([L'obra literària de Bruno Schulz]), i a Tygodnik Ilustrowany apareix «Wywiad z Brunonem Schulzem» ([Entrevista amb Bruno Schulz]). A les revistes literàries es publiquen els seus relats: «Skamander»([El llibre]), «Tygodnik Ilustrowany» ([Dodo]), un fragment de «Kamena» ([La primavera]), «Wiadomości Literackie» ([El sanatori de la clepsidra]), «Tygodnik Ilustrowany» ([Edzio]), «Wiadomości Literackie» ([El jubilat]) I alguns assajos: «Tygodnik Ilustrowany» ([A Stanisław Ignacy Witkiewicz]), «T. Ilustrowany» ([Així neixen les llegendes]). L'editorial Roj publica la traducció d'El procés, de Kafka, signada per Schulz. L'escriptor prepara el segon volum dels seus relats sota el títol El sanatori de la clepsidra.
Schulz comença una col·laboració fixa amb la revista literària Wiadomości Literackie, on fa ressenyes. A la premsa literària apareixen els seus textos crítics i relats: «De mi mateix» (revista Studio), relat que apareix en l'obra El sanatori de la clepsidra amb el títol «La solitud»; «L'última escapada del meu pare» i «L'estació morta», tots dos a El sanatori de la clepsidra, i també les cartes obertes a Gombrowicz a la revista Studio. Escriu en alemany un relat de 30 pàgines: Die Heimkehr, de temàtica similar a El sanatori de la clepsidra, per tal d'interessar amb la seva obra a les editorials alemanyes. L'editorial Roj publica el 1937 El sanatori de la clepsidra. Mentrestant, a les revistes literàries apareixen nombroses ressenyes fetes per Schulz.
L'estiu de 1938 Schulz viatja a París via Itàlia (per evitar travessar el territori del Tercer Reich). Schulz porta prop de cent dibuixos però no els arriba a exposar, ja que en aquesta època de vacances no troba a ningú que pugui ajudar a donar a conèixer la seva obra. A la tardor se li concedeix el premi Llorer d'Or de l'Acadèmia Polonesa de Literatura. Durant aquest any publica els relats «Wiadomości Literackie» [El cometa] i «Sygnały» [La pàtria], l'assaig sobre Ferydurke de Gombrowicz a Skamander i un fulletó sobre Egga van Haardt («Tygodnik Ilustrowany»), modificat per ella sense consentiment de l'autor. Schulz pateix depressió psíquica a causa dels seus problemes personals, de la situació política i el creixent antisemitisme, i també pel dur treball a l'escola.
El 1939, després de la invasió de Polònia per part d'Alemanya i la retirada dels alemanys de Drogòbitx deixant aquests territoris a l'exèrcit de l'URSS, Schulz segueix ensenyant a les mateixes escoles sota comandament rus. Mentrestant, participa en una exposició de pintura a l'Associació d'Artistes Plàstics de Lviv. El 22 de juny de 1941 Alemanya envaeix l'URSS i l'1 de juliol l'exèrcit alemany ocupa per segona vegada Drogòbitx i tanquen les escoles. Això provoca que Schulz perdi la feina.
Schulz està sota la «protecció» de l'oficial de la SS Feliks Landau, qui s'aprofita de les seves qualitats de pintor. Fa murals a les parets de l'habitació del fill petit de Landau, a la Reitschule i al casino de la Gestapo. Quan traslladen als jueus al gueto, Schulz amb els seus familiars es desplaça a una casa en ruïnes del carrer Stolarska 18. Comença a guardar els seus manuscrits i dibuixos en diverses caixes i les lliura als seus amics de fora del gueto. Emmalalteix i intenta recuperar-se en un ambulatori jueu. Desnodrit, pateix una profunda depressió. Aconsegueix papers falsos amb ajuda dels seus amics de Varsòvia per intentar escapar de Drogòbitx. Amb el suport de la Judenrat, treballa durant uns mesos catalogant les biblioteques poloneses confiscades pels soviètics i després pels alemanys.
El 19 de novembre de 1942 Schulz intenta escapar de Drogòbitx amb papers falsos i l'ajuda econòmica dels seus amics. Vora les 11 del matí es dirigeix a la Judenrat per recollir la seva ració d'aliments i coincideix amb una «acció salvatge» de la Gestapo contra els jueus. Mor assassinat d'un tret, executat per Karl Günter, membre de la Gestapo i antagonista de Landau.

## Llegat
Han estat Artur Sandauer i Jerzy Ficowski els primers a projectar l'obra de Schulz universalment. En la dècada de 1950Sandauer publicar un esbós titulat La realitat degradada (tractat sobre la prosa de Bruno Schulz), que per molt temps va marcar una forma d'interpretar els relats de Schulz. En ell, presenta Schulz com a rapsode de diverses derrotes: derrota de la jerarquia de l'antic comerç, derrota de la raça jueva, derrota eròtica de l'home. Per la seva part, Ficowski va dedicar tota la seva vida a reunir documentació, buscar manuscrits i dibuixos desconeguts fins llavors, reconstruir la biografia de l'escriptor basant-se en les converses amb els pocs amics que van sobreviure a la guerra i amb els escassos familiars de Schulz. És autor del primer llibre biogràfic sobre Schulz: Regiony wielkiej herezji ([Regions de la gran heretgia]), cada reedició del qual conté noves informacions, precisions o modificacions. A més de Regions de Regiony wielkiej herezji, Ficowski va escriure un assaig titulat Sobre Les botigues de canyella fina, i va cuidar amb cura les edicions de la Correspondència i El llibre idòlatra, i igualment un breu text titulat Cartes i fragments. Records sobre l'escriptor.
Actualment, els més destacats investigadors de l'obra de Schulz són: Jerzy Jarzębski, Władysław Panas, Stefan Chwin, Włodzimierz Bolecki, Stanisław Rosiek, Henri Lewi, Shalom Lindenbaum, Jan Błoński i Eugenia Prokopiec-Janiec.
La col·lecció més gran d'obres gràfiques de Schulz, vora tres-centes peces, es troba al Museu de Literatura Adam Mickiewicz de Varsòvia.

### Adaptacions cinematogràfiques destacades
- Sanatorium pod Klepsydrą, de Wojciech Jerzy Has, Polònia, 1973
- The Street of Crocodiles, dels germans Quay, EUA, 1986
- Bruno Schulz, de Jens Carl Ehlers amb escenografia d'Allan Starski, Alemanya-Regne Unit, 1987
- Republik der Träume, de Jens Carl Ehlers amb escenografia d'Allan Starski i música de Zygmunt Konieczny, Alemanya-Polònia, 1992

### Adaptacions teatrals destacades
- Sanatorium pod Klepsydrą, estudi de pantomima de l'Instituto Politècnic de Szczecin, Polònia 1971
- Umarła klasa, de Tadeusz Kantor, 1975
- Sklepy cynamonowe, de Ryszard Major, Polònia 1976
- Republika marzeń, de Rudolf Zioła, 1987
- Sanatorium pod Klepsydrą, de Jan Peszek, Polònia i Japó 1994

## Traduccions al català
- Les botigues de color canyella. El sanatori de la clepsidra, traducció de Jerzy Slawomirski i Anna Rubió Rodon a Quaderns Crema (2001)